# Celosia schweinfurthiana
Celosia schweinfurthiana là loài thực vật có hoa thuộc họ Dền. Loài này được Schinz mô tả khoa học đầu tiên năm 1895.